# Yordenis Ugás
Yordenis Ugás (n. 14 iulie 1986, Santiago de Cuba, Cuba) este un boxer ce a reprezentat Cuba, medaliat olimpic. A participat la o ediție a Jocurilor Olimpice (2008) în care a câștigat o medalie de bronz.

## Participări
Lista de mai jos prezintă principalele competiții la care a participat Yordenis Ugás de-a lungul carierei.
- boxing at the 2008 Summer Olympics – lightweight[*]